# ナイトシフト
核磁気共鳴においてナイトシフト（英: Knight shift）とは、電気伝導体における共鳴周波数と絶縁体における共鳴周波数との差のことである。W. D. ナイトによって発見された。
ナイトシフトは、核スピンと電気伝導に関与している電子のスピンの間に働く磁気双極子相互作用によって説明される。